# Pterolophia woodlarkiana
Pterolophia woodlarkiana är en skalbaggsart som beskrevs av Stefan von Breuning 1973. Pterolophia woodlarkiana ingår i släktet Pterolophia och familjen långhorningar. Inga underarter finns listade i Catalogue of Life.